# الكسندر ديمتريوس غولتز
الكسندر ديمتريوس غولتز (بالألمانية: Alexander Demetrius Goltz)‏ هو رسام ورسام توضيحي نمساوي، ولد في 25 يناير 1857 في Püspökladány ‏ في المجر، وتوفي في 14 مايو 1944 في فيينا في النمسا.

## معرض صور

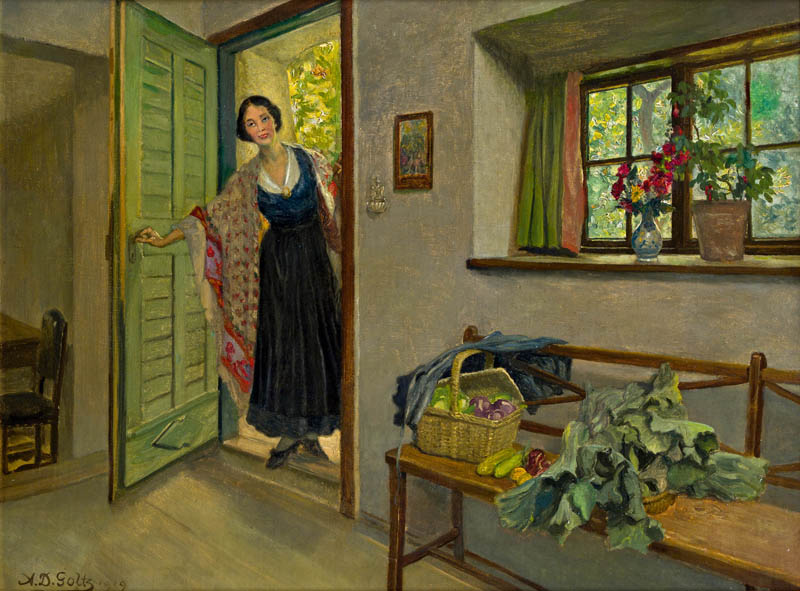
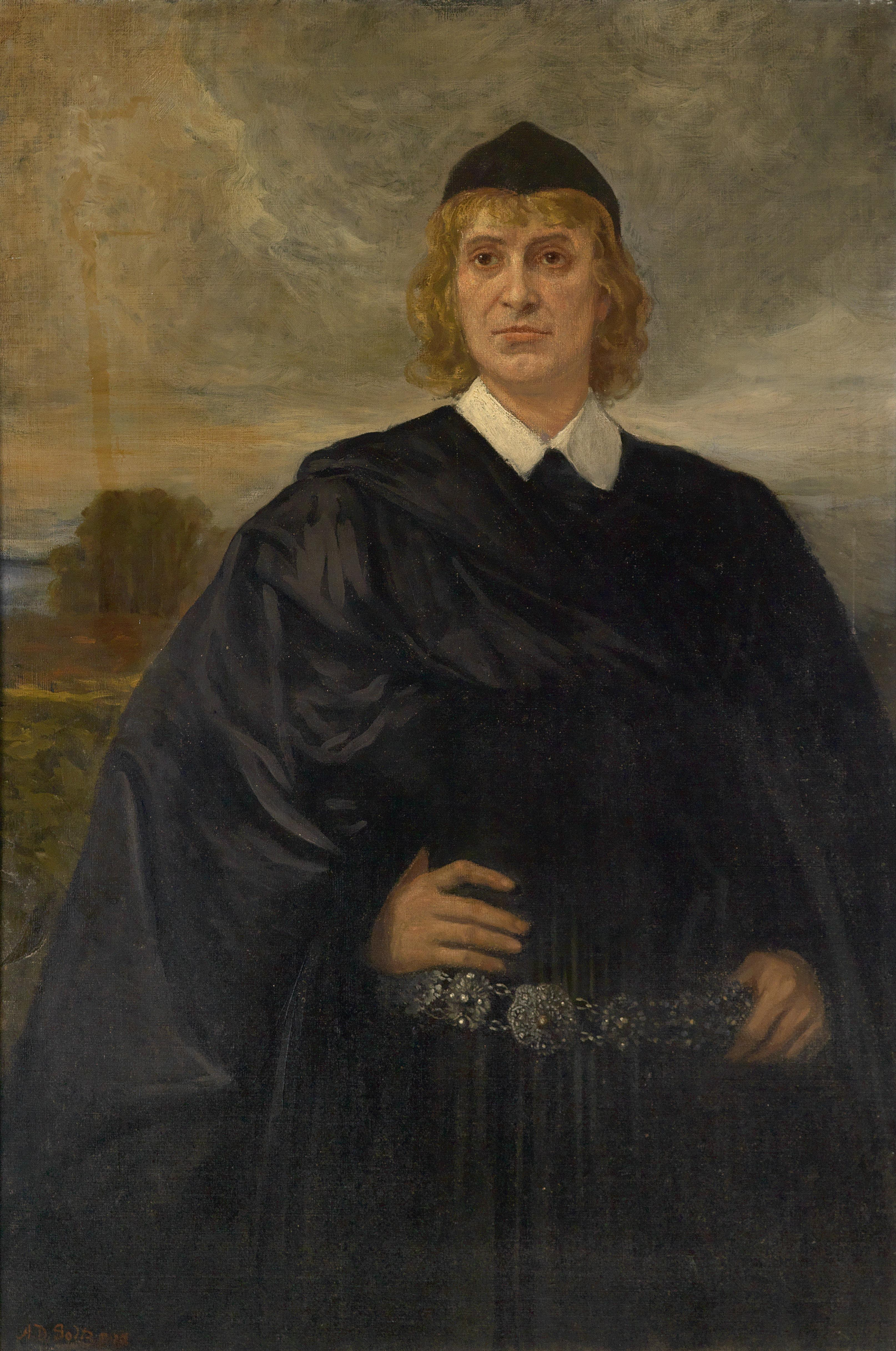
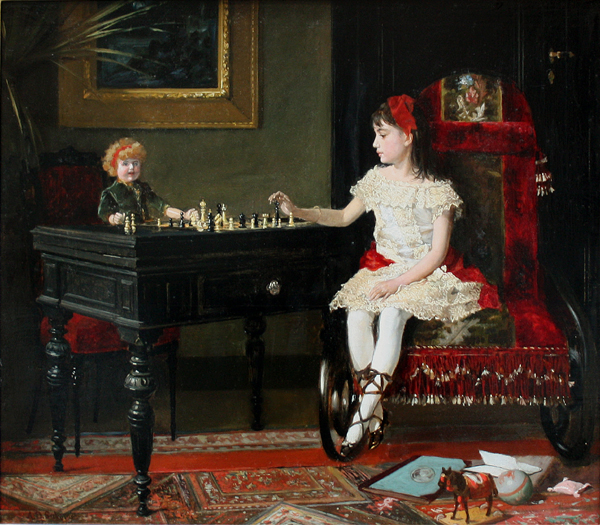
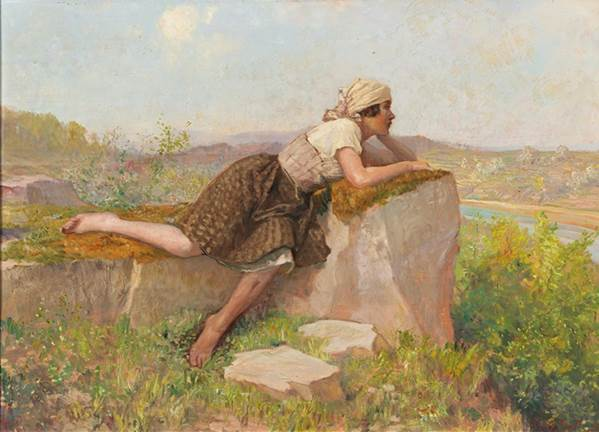